# John Peter Oleson
John Peter Oleson (nascido em 1946), no Canadá, é um arqueólogo e historiador de tecnologia antiga.
Seus principais interesses são Roma Antiga, Oriente Médio, arqueologia marítima (particularmente portos romanos) e tecnologia antiga, especialmente hidráulica, dispositivos hidráulicos e construção romana em concreto.

## Principais publicações
- Sources of Innovation in Later Etruscan Tomb Design, Rome: Giorgio Bretschneider Editore, 1982, ISBN 88-85007-67-8
- Greek and Roman Mechanical Water-Lifting Devices: The History of a Technology, Phoenix, supplementary Vol. 16, Toronto: University of Toronto Press, 1984, ISSN 0079-1784
- Bronze Age, Greek and Roman Technology: A Select, Annotated Bibliography, New York: Garland Publishing, 1986, ISBN 0-8240-8677-5
- The Roman Port and Fishery of Cosa, Princeton: Princeton University Press, 1987 (co-author), ISBN 0-691-03581-4
- The Harbours of Caesarea Maritima. Vol. 1: The Site and the Excavations, BAR International Series, supplement 491, 1989 (editor and co-author), ISBN 0-86054-628-4
- The Harbours of Caesarea Maritima. Vol. 2: The Finds and the Ship, BAR International Series, supplement 594, 1994 (editor and co-author), ISBN 0-86054-768-X
- Classical Views/Echos du monde classique, Vols. 30 to 37 (1986 to 1994) (co-editor), ISSN 0012-9356
- Greek and Roman Technology: A Sourcebook, London: Routledge, 1997 (co-author), ISBN 0-415-06136-9
- Deep-Water Shipwrecks off Skerki Bank: The 1997 Survey, Journal of Roman Archaeology, supplement 58, 2004 (co-author), ISBN 1-887829-58-X
- Handbook of Engineering and Technology in the Classical World, New York: Oxford University Press, 2008 (editor), ISBN 978-0-19-973485-6 (corrected, paperbound edition 2010)
- Humayma Excavation Project, 1: Resources, History and the Water-Supply System, ASOR Archaeological Reports, Vol. 15, 2010, ISBN 978-0-89757-083-1